# Patrick Brouns
P.H.R. (Patrick) Brouns (Heythuysen, 1971) is een Nederlandse bestuurder en politicus van het CDA.

## Biografie

### Opleiding en maatschappelijke loopbaan
Brouns in geboren en getogen in Heythuysen en ging van 1984 tot 1989 naar het havo aan de Scholengemeenschap Sint Ursula in Horn. Van 1989 tot 1990 volgde hij een lerarenopleiding Nederlands en geschiedenis aan de Hogeschool Katholieke Leergangen Sittard waar hij zijn propedeuse behaalde.
Vervolgens ging hij van 1990 tot 1994 geschiedenis studeren aan de Katholieke Universiteit Nijmegen waar hij zijn doctoraal behaalde. Na zijn opleiding vervulde Brouns diverse functies in het bedrijfsleven, waarvan laatstelijk vanaf 1 mei 2013 als directeur van Samenwerkende Bedrijven Eemsdelta (SBE) totdat hij op 29 april 2015 gedeputeerde van de provincie Groningen werd. Sinds april 2020 is hij lid van de Raad van Commissarissen van Fortuna Sittard.

### Politieke loopbaan
Van 2004 tot 2015 was Brouns Statenlid, waarvan vanaf 2009 CDA-fractievoorzitter, van Groningen. Daarin was hij voorzitter van de Statencommissie Grote Projecten. Vanaf april 2015 was hij gedeputeerde van Groningen. In zijn portefeuille had hij Economische zaken, Financiën, Toezicht gemeentefinanciën en Gebied Centraal-Groningen. In september 2019 werd bekendgemaakt dat Brouns zijn functie tijdelijk neerlegt wegens gezondheidsproblemen. In december 2019 werd bekendgemaakt dat hij definitief zijn functie heeft neergelegd en hij weer terug wil keren naar het bedrijfsleven.

### Persoonlijk
Brouns is gescheiden, heeft een dochter en zoon en is woonachtig in Haren.